# 日野Dutro
日野Dutro（日文：日野・デュトロ），是日本日野汽車於1999年所推出的一款輕型貨車車型，車身重量為5.5噸以下。其設計是基於母公司豐田汽車旗下一款輕型貨車豐田Dyna。其主要競爭對手為五十鈴Elf。
面世以來，日野Dutro除了在日本本土發售外，也銷往亞洲多處國家和地區，包括香港、泰國、印尼、馬來西亞等等。另外，日野在南美洲也設有Dutro生產線，以銷往南美洲國家。

## 外部連結
- 日野Dutro官方網站 (日本語) （页面存档备份，存于）